# كيث فارنهام
كيث فارنهام هو سياسي أمريكي، ولد في 22 سبتمبر 1947 في مقاطعة بيسكاتاكيس في الولايات المتحدة، وتوفي في 18 يونيو 2017 في مقاطعة غرانفيل في الولايات المتحدة بسبب التهاب كبدي. نشط حزبياً في الحزب الديمقراطي. وقد انتخب عضو مجلس نواب إلينوي ‏.